# Ларсен, Арне (шахматист)
Арне Ларсен (норв. Arne Larsen, годы жизни неизвестны) — норвежский шахматист.
В составе сборной Норвегии участник шахматной олимпиады 1939 г. В данном соревновании выступал на 2-й доске (на 1-й доске играл Э. Роян). Принял участие во всех матчах (в команде не было запасного), сыграл 15 партий. Выиграл 8 партий (две у Х. Л. Астуриаса, по одной у А. Лопеса Арсе, П. Шмидта, А. Аусгейрссона, Ф. Пинсона, К. Унье Флёркена и Л. Латерсы), 1 завершил вничью (с П. Бендером) и 6 проиграл (И. Порату, Н. Бергквисту, О. Нейкирху, Дж. Керлину, Дэн. Яновскому, С. Моралесу).